# Empire (jeu vidéo, 1977)
Pour les articles homonymes, voir Empire (homonymie).
Empire est un jeu vidéo de stratégie au tour par tour programmé en FORTRAN par Walter Bright en 1977 sur l’ordinateur central PDP-10 du California Institute of Technology. Dans les années 1980, il le reprogramme en C afin de le porter sur IBM PC avant de signer un contrat avec l’éditeur Interstel Corporation, qui engage Mark Baldwin pour doter le jeu d’une nouvelle interface graphique avant de le publier sous le titre Empire: Wargame of the Century en 1987  sur IBM PC, Amiga, Apple II, Atari ST et Commodore 64. Au début des années 1990, Mark Baldwin et Bob Rakowsky développe une nouvelle version de ce dernier afin d’enrichir son système de jeu et d’améliorer ses graphismes et son interface. Celle-ci est publiée sous le titre Empire Deluxe par New World Computing en 1993 sur IBM PC et bénéficie d’une extension. Dans la version originale d’Empire, le joueur affronte l’ordinateur sur une carte rectangulaire générée aléatoirement  qui représente des îles sur lesquels sont disséminées des villes. Le joueur contrôle initialement une de ces villes et a pour objectif de conquérir toutes les autres. Les villes permettent au joueur de produire des unités, comme des armées, des avions de chasse ou des navires de guerre. Avec ces dernières, il peut explorer la carte, initialement recouverte par un brouillard de guerre, combattre les unités adverses et capturer de nouvelles villes.
Rétrospectivement, Empire est généralement considéré comme le premier jeu de stratégie au tour par tour sur ordinateur et est reconnu pour avoir inspiré de nombreux jeunes développeurs qui, après l’avoir essayé, réalisent la profondeur et les possibilités qu’offrent les jeux sur ordinateur.

## Système de jeu
Empire est un jeu de stratégie au tour par tour qui s’inspire notamment du jeu de plateau Risk. Dans la version originale du programme, le joueur affronte l’ordinateur sur une carte rectangulaire générée aléatoirement  et divisée en cases carrées, mais des versions ultérieures ajoutent la possibilité de jouer en multijoueur et des cartes prédéfinies représentant par exemple les Caraïbes, la méditerranée ou l’Asie du Sud-Est. Les cartes générées aléatoirement représentent généralement des îles, sur lesquelles sont disséminées des villes. Le joueur contrôle initialement une seule de ces villes et son objectif est de conquérir les autres villes de la carte, qu’elles soient ou non contrôlées par un autre joueur. Au début d’une partie, le joueur ne peut visualiser que sa ville et les huit cases qui l’entourent. Le reste de la carte est en effet recouvert d’un brouillard de guerre qui se lève au fur et à mesure que le joueur explore le monde avec ses unités. Chaque ville de la carte peut produire différents types d’unités. Les villes à l’intérieur des terres produisent des armées et des avions de chasse et les villes portuaires peuvent de plus fabriquer des navires de transport, des destroyers, des sous-marins, des croiseurs, des cuirassés et des porte-avions. La production de chaque type d’unité nécessite un certain nombre de tour, allant de six pour une armée à seize pour un cuirassé. Une fois qu’une ville a produit une unité, reproduire la même nécessite moins de temps. Chaque unité est caractérisée par différent paramètre dont sa vitesse, son attaque, sa défense et les dégâts qu’elle inflige. Lorsqu’un joueur déplace une de ses unités sur une case occupé par une unité ennemi, l’ordinateur calcul automatiquement le résultat du combat et élimine l’unité perdante. Les villes peuvent être attaqué et capturée de la même manière.

## Développement
Le concept d’Empire est imaginé en 1971 par Walter Bright sous la forme d'un jeu de plateau. Pour le concevoir, il s'inspire notamment du jeu de plateau Risk et d'une scène du film La Bataille d'Angleterre (1968) dans laquelle l'état-major britannique entour une grande table sur laquelle est peinte une carte. Pour le fabriquer, il utilise une plaque de contreplaqué de 4x8 pouces sur laquelle il trace une grille et peint une carte, avant de confectionner des pions. Gérer les nombreux paramètres du jeu se révèle cependant trop complexe, ce qui l’empêche de trouver un adversaire, et il abandonne finalement son idée. Au lycée, il apprend à programmer en BASIC. Il découvre alors le jeu vidéo Hamurabi dans le livre BASIC Computer Games et commence à le modifier. À l'université de California Institute of Technology, il a accès à un ordinateur central PDP-10 sur lequel il essaye plusieurs jeux avant d'installer sa version d’Hamurabi, baptisée King, qu'il passe un semestre à améliorer. Lasser de ce dernier, il a l'idée d'adapter sur ordinateur le jeu de plateau qu'il avait imaginé en 1971. Il estime en effet que l'ordinateur peut résoudre les deux problèmes de ce dernier puisqu'il permet d'automatiser la gestion des paramètres du jeu et de lui fournir un adversaire disponible à tout moment. Il commence a le programmer en BASIC mais il se rend rapidement compte que ce langage n'est pas adapté à son projet compte tenu de ses limitations. Il décide donc d'apprendre le FORTRAN, un langage plus adapté au PDP-10, et développe Empire en parallèle de cet apprentissage. Il est pour cela aider par Mark Stroberg, Shal Farley et Dave Rolfe qui l'aide à apprendre à programmer en FORTRAN. Il développe initialement le jeu de manière à le rendre compatible avec les téléscripteurs, qui sont alors les seuls terminaux informatiques disponibles au laboratoire Jorgenson de Caltech. Le programme ne fonctionnera cependant jamais avec ces derniers et le développement reste bloqué jusqu'à l'arrivée des premiers terminaux à écran, pour lesquels il décide finalement de concevoir le jeu. Après un an de développement sporadique, il obtient en 1977 une version d’Empire fonctionnelle, malgré quelques bugs. D’autres étudiants commencent alors à jouer à Empire, au point que les administrateurs du système informatique doivent finalement sévir afin de limiter les temps de jeu sur le PDP-10 de l’université.

## Versions

### Empire: Wargame of the Century
Après avoir développé la première version d’Empire, Walter Bright se lance dans la programmation d’un jeu d’aventure dans la lignée de Colossal Cave Adventure, baptisé Castle, mais abandonne par manque de motivation. Il abandonne également l’idée de porter Empire sur la console Intellivision de Mattel, sur laquelle il a déjà programmé plusieurs jeux, car il estime que ni celle-ci, ni les premiers ordinateurs personnels comme le Commodore PET ne sont assez puissant pour faire tourner le jeu. Après avoir obtenu son diplôme et trouver un travail, il met de côté Empire et la programmation pendant quelques années, jusqu’à ce qu’il achète un ordinateur Heathkit H11 sur lequel il porte Empire. Il annonce la sortie de cette adaptation dans le magazine Byte en avril 1983 mais n’en vend que deux copies et, découragé, il abandonne encore une fois Empire pour se trouver un nouveau travail. Celui-ci lui permet de travailler sur les premiers IBM PC et de découvrir le langage C, qu’il juge parfaitement adapté à Empire. Il reprogramme donc le jeu en C et après avoir annoncé cette nouvelle adaptation dans Byte, il reçoit de nombreuses commandes. Face à ce succès, il décide de le faire éditer. Il éprouve cependant des difficultés à le faire publier et essuie des refus de plusieurs éditeurs dont MicroProse qui recherche des jeux de stratégie en « temps réel », Brøderbund Software qui juge que le scénario n’est pas assez original et que ses graphismes ne sont pas assez avancée, et Epyx qui considère que le jeu n’est pas adapté à leur plateforme de prédilection, le Commodore 64. Il signe finalement un contrat avec un petit éditeur, Interstel Corporation, qui engage Mark Baldwin pour doter le jeu d’une nouvelle interface et qui publie le jeu sous le titre Empire: Wargame of the Century à partir de 1987 sur IBM PC, Amiga, Apple II, Atari ST et Commodore 64.
Empire: Wargame of the Century bénéficie d’une interface graphique, qui remplace l’interface en ligne de commande du jeu original et permet de jouer à la souris avec un système de cliquer-glisser. Cette version bénéficie également de nouvelles fonctionnalités dont celles de faire patrouiller les unités et de leur faire escorter un convoi. Les croiseurs et les cuirassés gagnent de plus la possibilité d’effectuer des bombardements et les destroyers deviennent plus rapides.

### Empire Deluxe
Au début des années 1990, Mark Baldwin et Bob Rakowsky développe une nouvelle version d’Empire: Wargame of the Century afin de prendre en compte les suggestions des joueurs du jeu original et d’améliorer ses graphismes et son interface. Elle est publiée sous le titre Empire Deluxe par New World Computing en 1993 sur IBM PC. Sur le plan technique, elle bénéficie notamment de graphismes en SVGA, supporte la plupart des cartes son de l’époque et intègre de nouvelles musiques et effets sonores. Son mode multijoueur est également améliorer avec la possibilité de jouer jusqu’à six en réseau local, par modem et par email. Concernant son système de jeu, la principale évolution concerne l’ajout de trois niveaux de jeu : basique, standard et avancé. Dans le premier, la taille des cartes est limitée à 50x50 cases, le brouillard de guerre est désactivé et les joueurs n’ont accès qu’a certains types d’unités : les armées, les navires de transports, les destroyers, les croiseurs et les cuirassés. Le mode standard, qui propose un gameplay similaire à celui du jeu original, permet de jouer sur des cartes plus grandes et ajoute le brouillard de guerre et des unités supplémentaires : les chasseurs, les sous-marins et les porte-avions. Le mode avancé introduit de nouvelles unités et fonctionnalités, absente du jeu original, et des cartes encore plus grandes. Il ajoute par exemple des unités d’infanterie, des blindés et des bombardiers. Il prend de plus en compte le terrain dans la résolution des combats et permet aux villes de se spécialisée dans la production de certaines unités. Outre de nouveaux modes de jeu, Empire Deluxe intègre un nouvel éditeur de carte et de scénario.
Après la version DOS, New World Computing publie en 1993 une version Windows du jeu, sous le titre Empire Deluxe for Windows. New World Computing et White Wolf Productions produisent ensuite une extension, publiée en 1993 sous le titre Empire Deluxe: Scenarios. Cette dernière introduit 37 scénarios inédits, plusieurs utilitaires et des patchs pour les versions DOS et Windows. Outre Mark Baldwin et Bob Rakowsky, plusieurs auteurs et concepteurs ont participé à la création des scénarios additionnels, dont notamment Jim Dunnigan, Jerry Pournelle, Trevoir Sorension, Will Wright, Gordon Walton, Don Gilman et Johnny Wilson. Différents types de scénarios sont proposés, incluant des scénarios historiques sur la guerre de Sécession, la révolution russe ou la guerre du Pacifique. Les deux types utilitaires de l’extension permettent respectivement de générer des statistiques concernant une carte et de générer des cartes aléatoires, comme dans la version originale d’Empire.
Une nouvelle version du jeu est éditée sur CD-ROM en 1994 par New World Computing et White Wolf Productions sous le titre Empire Deluxe Master Edition. Celle-ci intègre les versions DOS et Windows du jeu et la version originale. Comme l’extension, elle ajoute également un outil permettant de générer des cartes aléatoires et des scénarios inédits.

### Empire Deluxe: Internet Edition
Empire Deluxe: Internet Edition est la version de 2001 du jeu sous Windows. Elle a été développée par Killer Bee.

### Empire Deluxe: Enhanced Edition
Empire Deluxe: Enhanced Edition est la version de 2004 du jeu sous Windows. Elle a été développée par Killer Bee.

## Postérité

### Impact sur le genre
Rétrospectivement, Empire est généralement considéré comme le premier jeu de stratégie au tour par tour,. Bien que rudimentaire et très proche du jeu de plateau Risk, il inspire de nombreux jeunes développeurs qui, après l’avoir essayé, réalisent la profondeur et les possibilités qu’offrent les jeux sur ordinateur.

### Suite
En 1995, New World Computing édite une suite au jeu nommée Empire II: The Art of War, délaissant l'aspect gestion d'empire pour se concentrer sur l'aspect tactique du jeu.